# عکاسی چیدمان

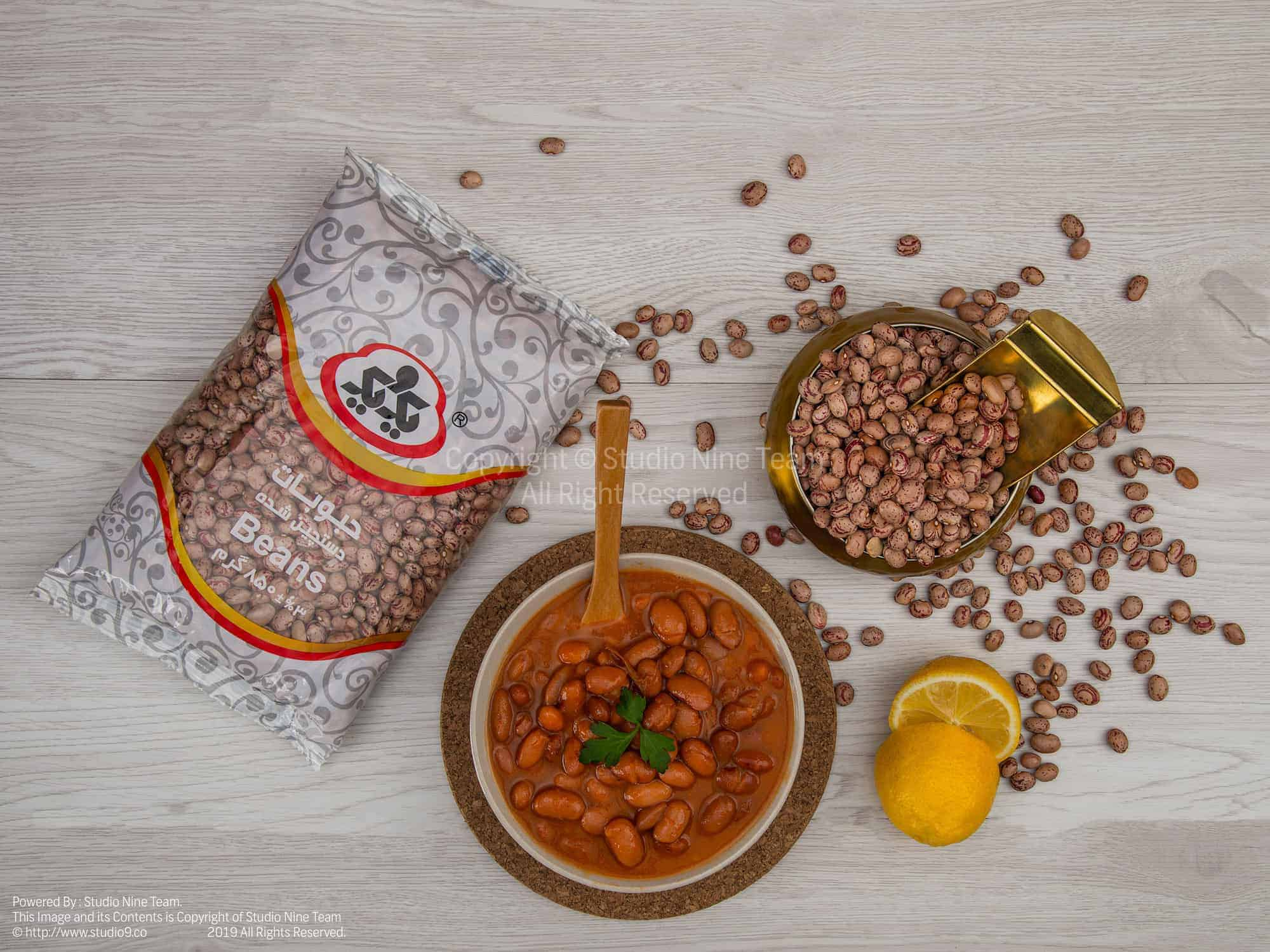
نمونه عکاسی چیدمان محصولات

عکاسی چیدمان (به انگلیسی: Layout Photography) یا عکاسی دکوراتیو (به انگلیسی: Decorative Photography) گونه‌ای از هنر عکاسی است که در آن پیش از کار عکاسی، عکاس یا طراح به طراحی صحنه و صحنه‌پردازی سوژه مورد نظر خود می‌پردازد. عکاسی چیدمان در مقابل هنرهایی همچون عکاسی ژورنالیستی، پاپاراتزی و عکاسی آنی قرار دارد. عکاسی چیدمان عموماً در یک استودیو عکاسی صورت می‌پذیرد؛ در غیر این صورت محل عکاسی به یک استودیوی موقت تبدیل می‌شود.
استیجد فوتوگرافی در دوره انقلاب صنعتی و گسترش صنعت تبلیغات در شکل‌های مختلفی نمود پیدا کرد و مرزبندی قدیمی موجود بین تصاویر ساختگی و تصاویر یافت‌شده را وارد عرصه‌ی گسترده‌تری کرد. عکاسان صحنه‌پرداز خود را ملزم به رعایت قیود خاصی نمی‌دیدند و گاه از تکنیک‌های متعدد دستکاری عکس و حتی فوتومونتاژ بهره می‌گرفتند. این گستردگی، در شیوه‌ی بیان، تعیین مرزبندی دقیق استیجد فوتوگرافی را سخت می‌کرد. آندریاس وینکل در تلاش برای دسته‌بندی عکس‌های صحنه‌پردازی‌شده و تعیین حدود آن، این جریان عکاسی را به چهار بخش تقسیم می‌کند.

## شیوه عکاسی
عکاسی چیدمان سه مرحله اصلی دارد؛ نخست چیدن و صحنه‌پردازی سوژه، دوم نورپردازی و جایگاه نور و سوم جایگاه  دوربین یا خود عمل عکاسی است. امروزه عکاسی چیدمان بیشتر برای صنعت تبلیغات بکار می‌رود. در این نوع عکاسی به تمام جزئیات باید توجه کرد و از زاویه دید مخاطب عکس گرفته شود. اگر در عکاسی چیدمان به جزئیات توجه نکنیم مطمئناً عکس مناسبی که بتوانیم روی آن تبلیغات انجام دهیم، گرفته نخواهد شد. در عکاسی چیدمان قبل از عکس گرفتن طرح مورد نظر را چند با نقاشی و طراحی بروی کاغذ پیاده نموده تا طرح نهائی شکل بگیرد لذا برای این کار لازم است که چندین بار عکس از تصویر مورد نظر گرفته تا در نهایت ایده عکاس خلق شود.

## عکاسی دکوراتیو چیست؟
عکاسی دکوراتیو (به انگلیسی: Decorative Photography) یک نوع عکاسی است که به منظور ثبت تصاویری زیبا و جذاب از داخل فضاها و محیط‌های مختلف، به خصوص فضاهای داخلی مانند اتاق‌ها، خانه‌ها، ادارات، رستوران‌ها، هتل‌ها و مکان‌های دیگر انجام می‌شود. هدف اصلی این نوع عکاسی ایجاد تصاویری زیبا و جذاب با تمرکز بر دکوراسیون، طراحی داخلی و جزئیات تزیینی فضاها است.
عکاسی دکوراتیو معمولاً به منظور ثبت زیبایی و استفاده از نوردهی مناسب، رنگ‌ها، الگوها و جزئیات معماری و دکوراسیون فضاها انجام می‌شود. این نوع عکاسی ممکن است در صنعت مشاغل مرتبط با دکوراسیون داخلی و معماری مورد استفاده قرار گیرد، مانند در تبلیغات ملک‌ها و املاک، کاتالوگ‌ها و مجلات مرتبط با دکوراسیون داخلی و طراحی معماری.
برای عکاسی دکوراتیو، عکاس باید دقت زیادی به جزئیات داشته باشد و توانایی در نمایش بهترین ارتباط بین عناصر مختلف دکوراسیون و فضاها را داشته باشد تا تصاویر زیبا و جذابی ایجاد کند. 

## تاریخچه
در یکی از نخستین عکس‌های تاریخ عکاسی صحنه‌ای، یا همان استیجد فوتوگرافی که در ۱۸۴۰ به ثبت رسیده، هیپولیت بایار فرانسوی پرتره‌ی از خود را به نمایش می‌گذارد؛ پرتره‌ای صحنه‌سازی‌شده تحت عنوان «مرد غرق‌شده»که قرار است سندی باشد بر ادعای عکاسانه‌ی او. وی واقعیت را نه بر مبنای زیبایی‌شناسی یا استتیک پذیرفته‌شده، بلکه دقیقاً برای القای ایده و مفهوم مدنظر خود به تصویر می‌کشد. همین انحراف از واقعیت یا میل باز به تصویر کشیدن واقعیت است که به استیجد فوتوگرافی منطقی هنری و زیبایی‌شناسانه می‌بخشد؛ نوعی «جستجو و مکاشفه»، برای به تصویر کشیدن واقعیت؛ یا به بیان بهتر، وجوه نادیده‌ی واقعیت. در لابه‌لای اولین صفحات تاریخچه استیجد فوتوگرافی نیز عکسی از عکاس ایتالیایی «جیوآچینو آتوبلی» وجود دارد که به‌شکلی ژورنالیستی هجوم نیروهای جنگی به رم را، یک روز پس از خود حادثه در ۲۱ سپتامبر ۱۸۷۰، به تصویر می‌کشد.
تاریخ استیجد فوتوگرافی را می‌توان در مجموع این دو قرن یعنی قرن نوزدهم و قرن بیستم به دو پاره تقسیم کرد: از یک سو تمام عکس‌هایی که در قرن نوزدهم تحت این عنوان وجود دارند، رومانتیک و به نوبه‌ی خود هنوز در صدد واکنش نشان دادن به تاریخ نقاشی هستند و از سوی دیگر شکلی از روایت ویکتوریایی را به خدمت می‌گیرند. لازم به ذکر است، در قرن بیستم استیجد فوتوگرافی را می‌توان با بحران بازنمایی، مفهوم‌گرایی، و نظریه‌های پست مدرن بررسی کرد.
در سال‌های ۱۸۵۰ تا ۱۸۶۰، عکاسان بسیاری بودند که صحنه‌ای را برای القای روایت به خدمت می‌گرفتند. در این میان غالب عکس‌ها روی تک‌صفحه‌های نگاتیو گرفته می‌شد، اما عکس‌هایی هم بودند که شکل روایت خود را در صفحات نگاتیو متعددی منتشر می‌کردند، که خود این امر را می‌توان در تاریخ عکاسی به منزله‌ی تکنیک به حساب آورد. برای مثال، «دو شکل از زندگی» اسکار گوستاو رجلاندر که (در ۱۸۵۷) تصویری بلندپروازانه را از کنار هم گذاشتن ۳۲ صفحه‌ی نگاتیو به وجود آورده بود. گذشته از این تلاش‌های بلندپروازانه، کسانی هم بودند که با عکاسی دست به نوعی تجربه می‌بردند: مثلاً لیدی هاواردن از دختران خود عکس گرفت که لباس‌هایی بر مبنای داستان‌ها و افسانه‌ها به تن داشتند و نیز لوییس کارول تعدادی عکس از دخترانی با فیگورهایی از باله گرفت که مشخصاً به حالت‌های اسطوره‌ای و رویاگونه معطوف بودند. جولیا مارگریت کامرون نیز با سری پرتره‌های خود «امر واقع» را با «امر ایده‌آل» در هم آمیخت. برای مثال وی تعدادی پرتره از خدمتکار خود عکاسی کرد که او را به‌شکل مریم مقدس به تصویر کشیده بود. گذشته از این عکاسانی چون جیمز الیوت، استیجد فوتوگرافی را به سمت نوعی موقعیت دراماتیک بردند که در این کار وامدار تاریخ یا ادبیات شناخته‌شده‌ی کسی چون شکسپیر بودند، سری عکس‌هایی که نوعی فوتورومانتیسم را می‌ساختند و در واقع، به‌واسطه‌ی شکل روایی خود به سینما و فوتورمان پهلو می‌زدند.